# Число Хивуда
Число Хивуда поверхности — это определённая верхняя граница для максимального числа цветов, необходимых для раскраски любого графа, вложенного в поверхность. В 1890 году Хивуд доказал для всех поверхностей, за исключением сферы, что не более чем
{\displaystyle H(S)=\left\lfloor {\frac {7+{\sqrt {49-24e(S)}}}{2}}\right\rfloor }
цветов необходимо для раскраски любого графа, вложенного в поверхность с эйлеровой характеристикой {\displaystyle e(S)}. Случай сферы соответствует гипотезе о четырёх красках, которую доказали Кеннет Аппель и Вольфганг Хакен в 1976 году. Число {\displaystyle H(S)} стало известно как число Хивуда в 1976 году.
Франклин доказал, что хроматическое число графа, вложенного в бутылку Кляйна, может достигать {\displaystyle 6}, но никогда его не превосходит. Позднее было доказано в работах Герхарда Рингеля и Дж. У. Т. Янгса, что полный граф с {\displaystyle H(S)} вершинами можно вложить в поверхность {\displaystyle S}, за исключением случая, когда {\displaystyle S} является бутылкой Кляйна. Это показывает, что граница Хивуда не может быть улучшена.
Например, полный граф с {\displaystyle 7} вершинами можно вложить в тор следующим образом: